# Střelice (nádraží)
Střelice jsou železniční stanice v km 142,637 elektrizované železniční tratě Brno–Jihlava a neelektrizované tratě Brno – Hrušovany nad Jevišovkou-Šanov. Nachází se v obci Střelice v okrese Brno-venkov.

## Historie
V roce 1856 byla zřízena ve Střelicích železniční zastávka C.k. výhradně privilegované Brněnsko-rosické dráhy (BRD) na železniční trati z Brna do Božího Požehnání (Zastávka u Brna). V roce 1870 byla společností C.k. privilegovaná Rakouská společnost státní dráhy (StEG) zprovozněna trať ze Znojma do Brna, která ve Střelicích napojovala na původní trať BRD. Původní název Střelitz byl změněn na Střelice v roce 1918.

## Popis
Původní zastávka Střelice byla postavena v roce 1856 u dvojitého strážního domku č. 17. V roce 1867 byla zastávka zrušena a nahrazena stanicí blíže obci k strážnímu domku č. 18, kde bylo zřízeno uzlové nádraží.
V letech 2020–2022 prošla stanice celkovou rekonstrukcí a elektrizací, byla vybudována nová zabezpečovací zařízení. Byla snesena stará lávka a nahrazena novou. Byl vybudován nový podchod k ostrovnímu nástupišti u kolejí č. 2 a 3. Cestující jsou informováni o jízdách vlaků pomocí odjezdové tabule a rozhlasu. Na trati do Jihlavy byla v délce přibližně 0,8 km položena druhá kolej, jejíž zprovoznění souvisí s navazujícím zdvoukolejněním úseku do Zastávky.

### Výpravní budova
V roce 1870 byla společností StEG postavena nová výpravní budova. Stavba byla provedena podle typového vzoru výpravních budov II. třídy s restaurací, které projektovali v letech 1868–1869 architekt Carl Schumann a inženýr Carl von Ruppert. Typově stejné výpravní budovy jsou i v Moravských Bránicích, Miroslavi a Hrušovanech nad Jevišovkou-Šanově, obdobné budovy s kratšími křídly také v Moravském Krumlově a Břežanech. Výpravna byla dvoupodlažní budova na půdorysu obdélníku s tříosým středovým rizalitem kryta sedlovou střechou. Štíty v bocích a v rizalitu s volskými oky jsou zdobeny zubořezy z červených neomítaných pálených cihel. Budovu dělí patrová římsa, profilovaná parapetní římsa se zubořezem pod okny prvního patra a profilovaná korunní římsa. Okna a vchod jsou opět lemovány pásy (lizénami) z červených cihel. V osmdesátých letech 19. století byla provedena rekonstrukce fasád, která zachovala architektonické členění včetně detailů.

### Vodní hospodářství
V západní části nádraží je zachován vodní jeřáb z roku 1892 a objekt remízy. Voda k vodnímu jeřábu byla přiváděná samospádem ze dvou vodních rezervoárů, které byly umístěny v začátku stanice, proto stanice neměla vodárenskou věž. Voda do rezervoárů byla přiváděna ze vzdálenosti asi 1,5 km z čerpací stanice za Střelicemi směrem k Zastávce (lokalita Škařiny). Čerpací stanice byla vybavena parním čerpadlem z roku 1878 vyrobené v Rešici v Banátu, které čerpalo vodu ze studny a tlačilo ji do rezervoárů. V padesátých letech 20. století bylo parní čerpadlo nahrazeno čerpadlem s elektrickým pohonem.

### Remíza
V nádraží byla podle typových plánů StEG na půdorysu obdélníku postavena lokomotivní remíza se sedlovou střechou. Přízemní budova byla zdobena vystupujícími hladkými nárožími, lizénami a stupňovitou konzolovou římsou ve štítech, které měly kruhová okna. Dva vjezdové otvory a okna byla ukončena segmentovými záklenky. Původní výjezdy jsou nahrazeny plechovými vraty a střecha prošla úpravou.

## Galerie

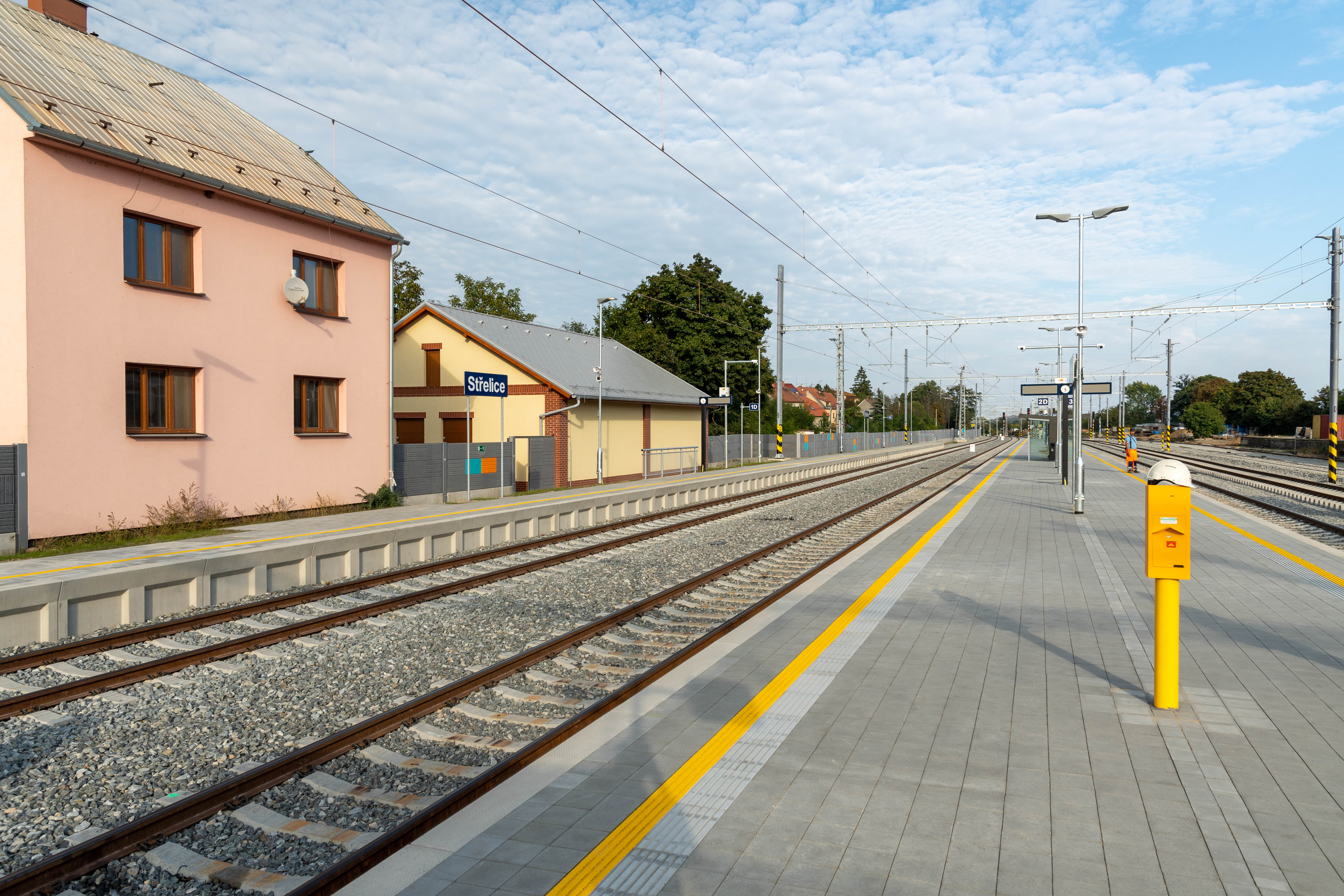
Nové vnější a ostrovní nástupiště v roce 2021
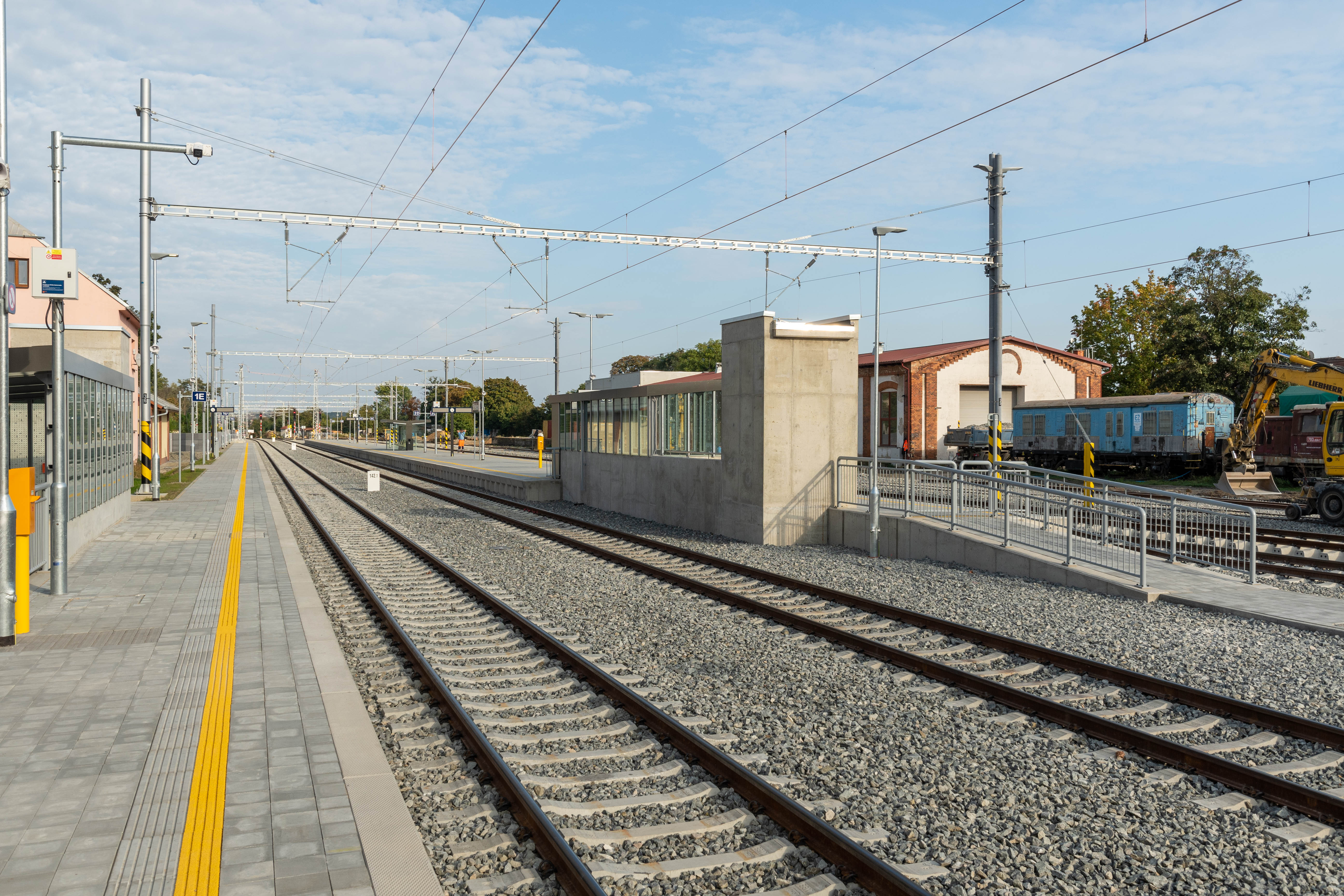
Nové vnější a ostrovní nástupiště v roce 2021
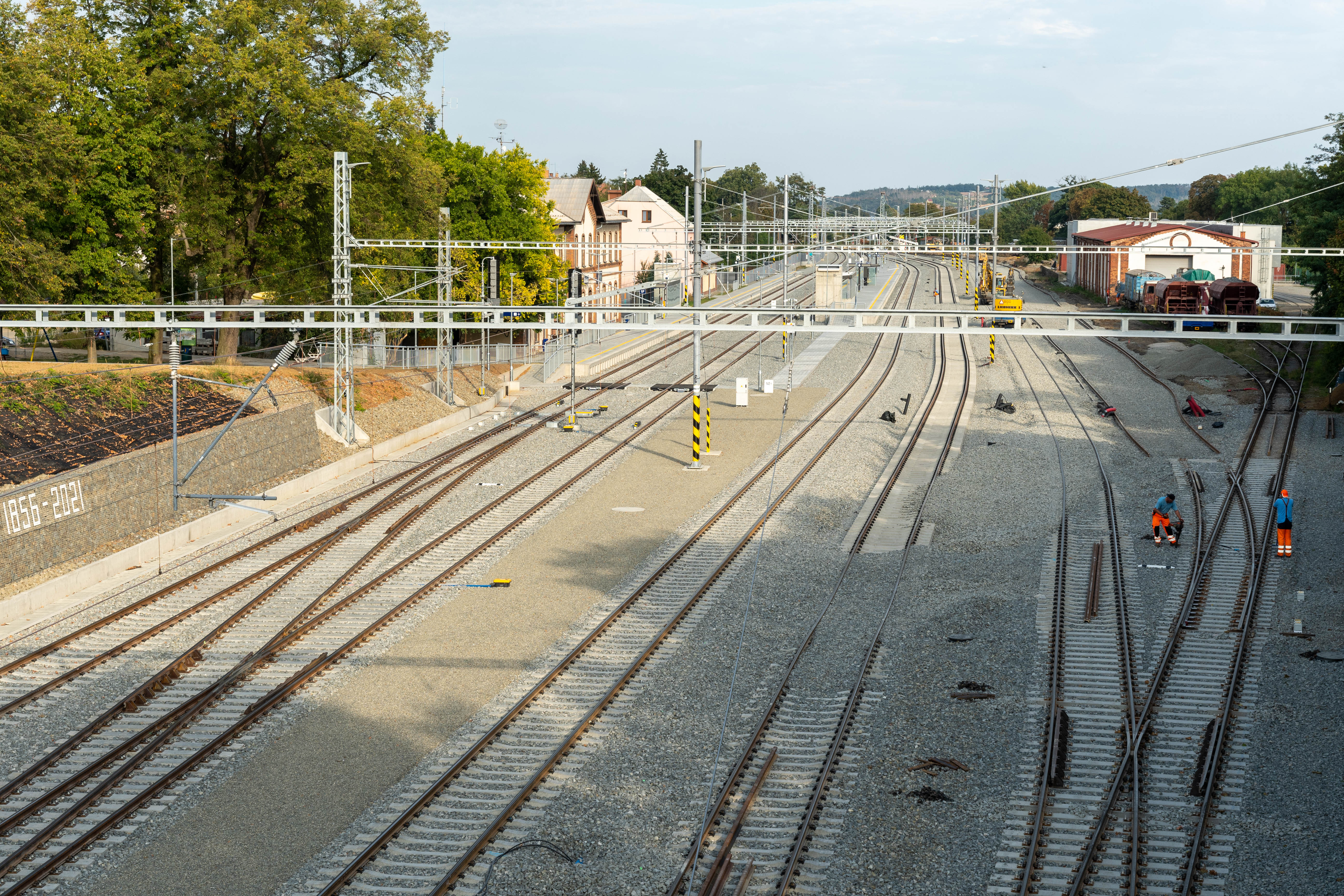
Celkový pohled na stanici během rekonstrukce
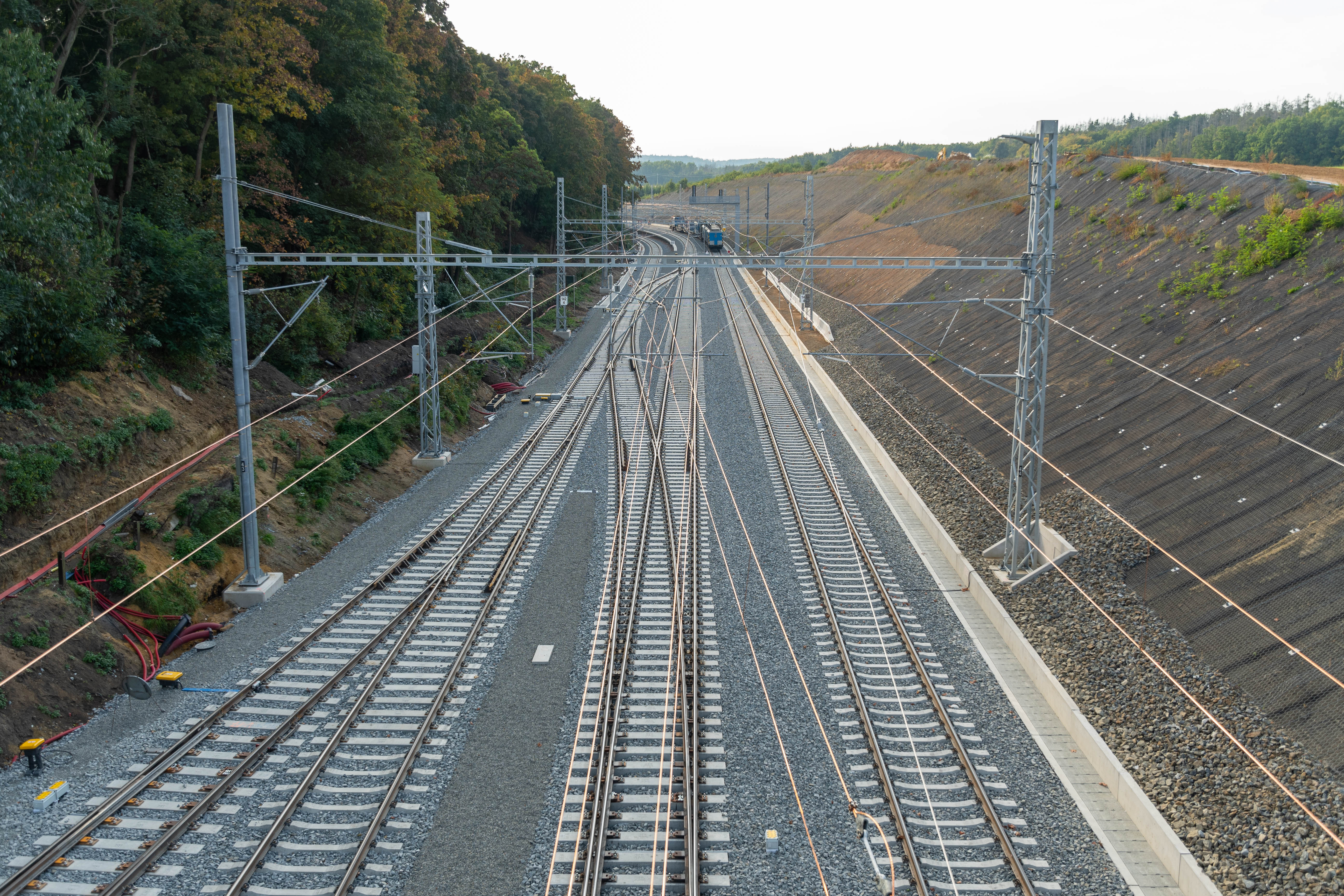
Zhlaví směr Zastávka u Brna po rekonstrukci v roce 2021
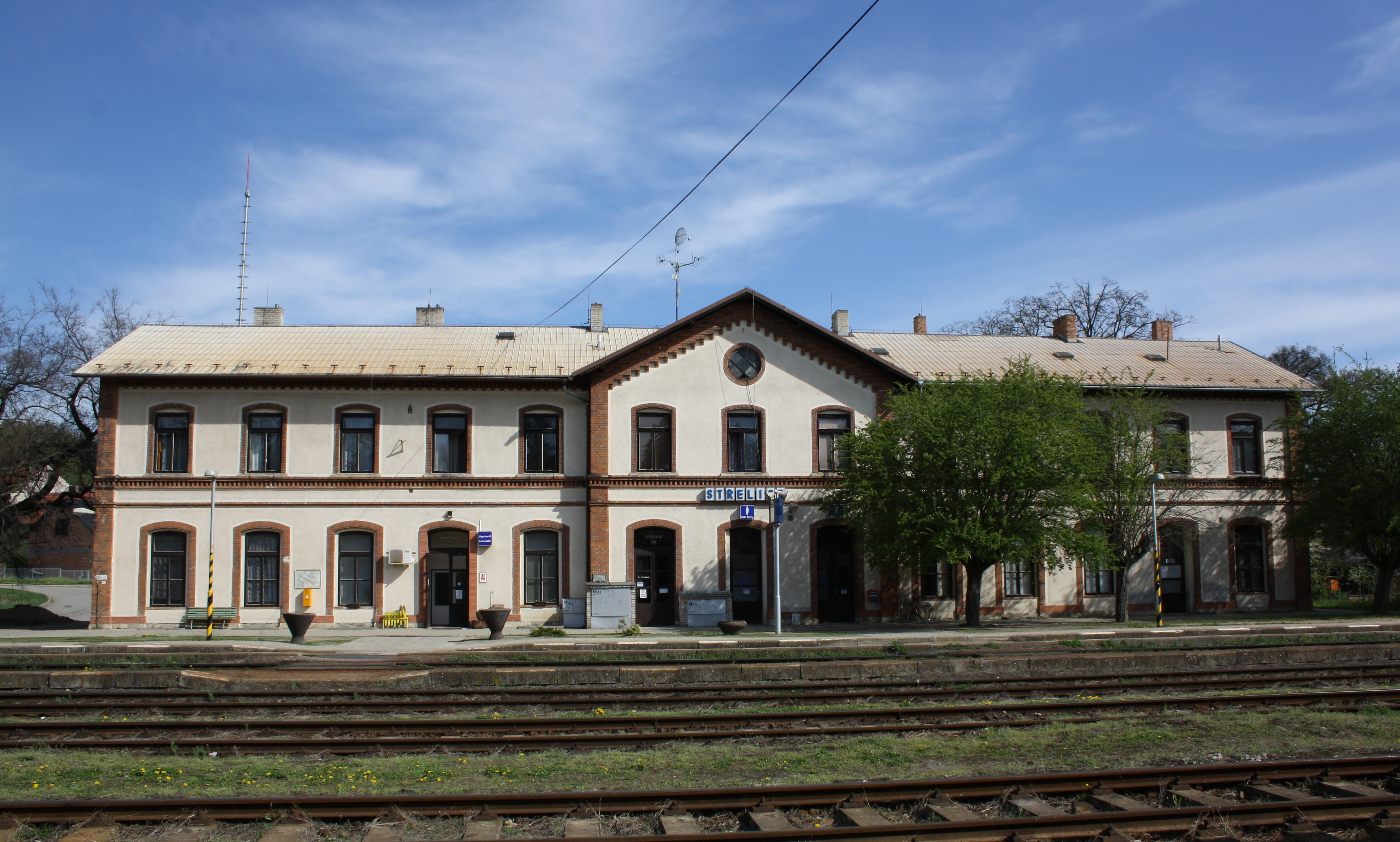
Výpravní budova před rekonstrukcí stanice
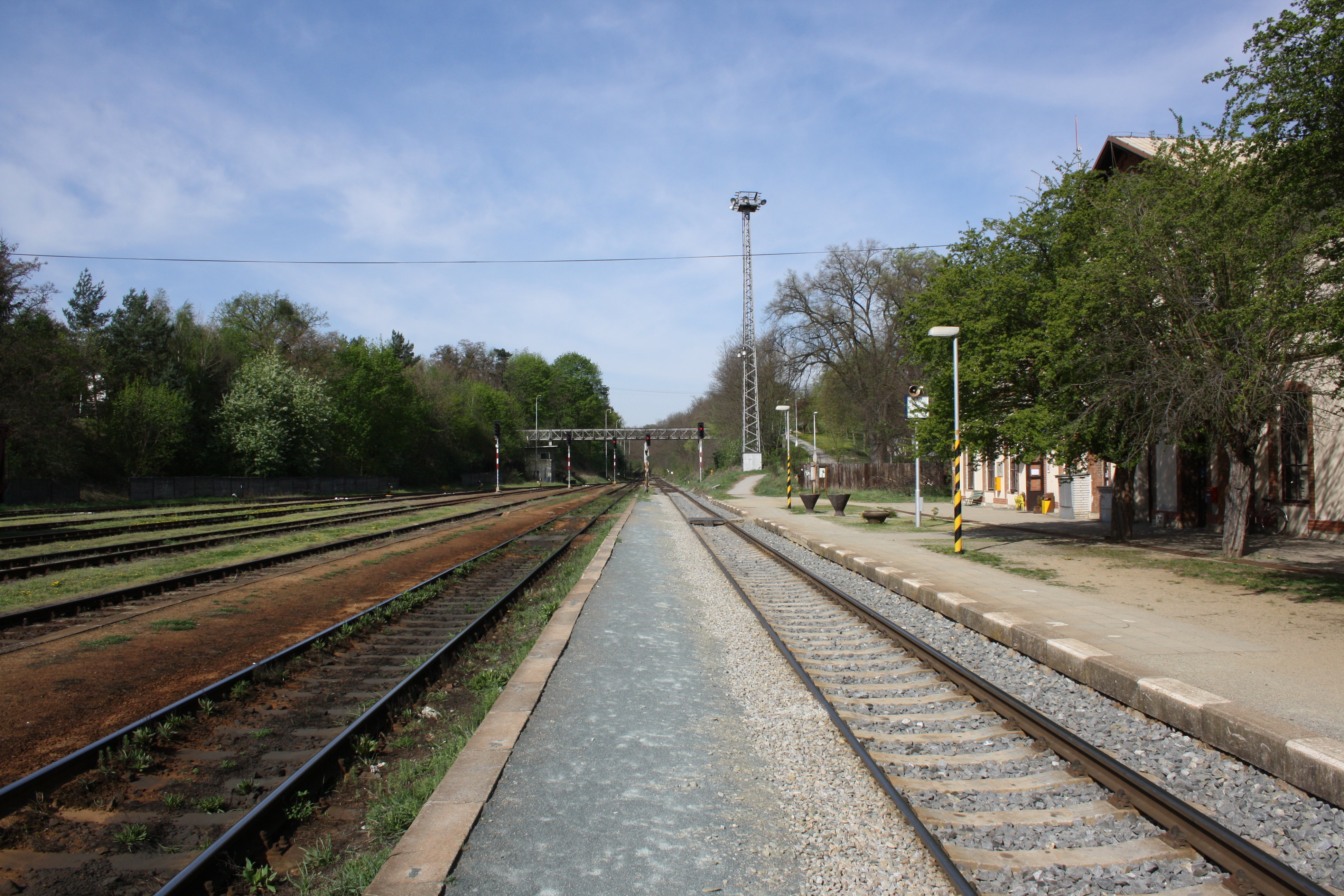
Nástupiště před rekonstrukcí
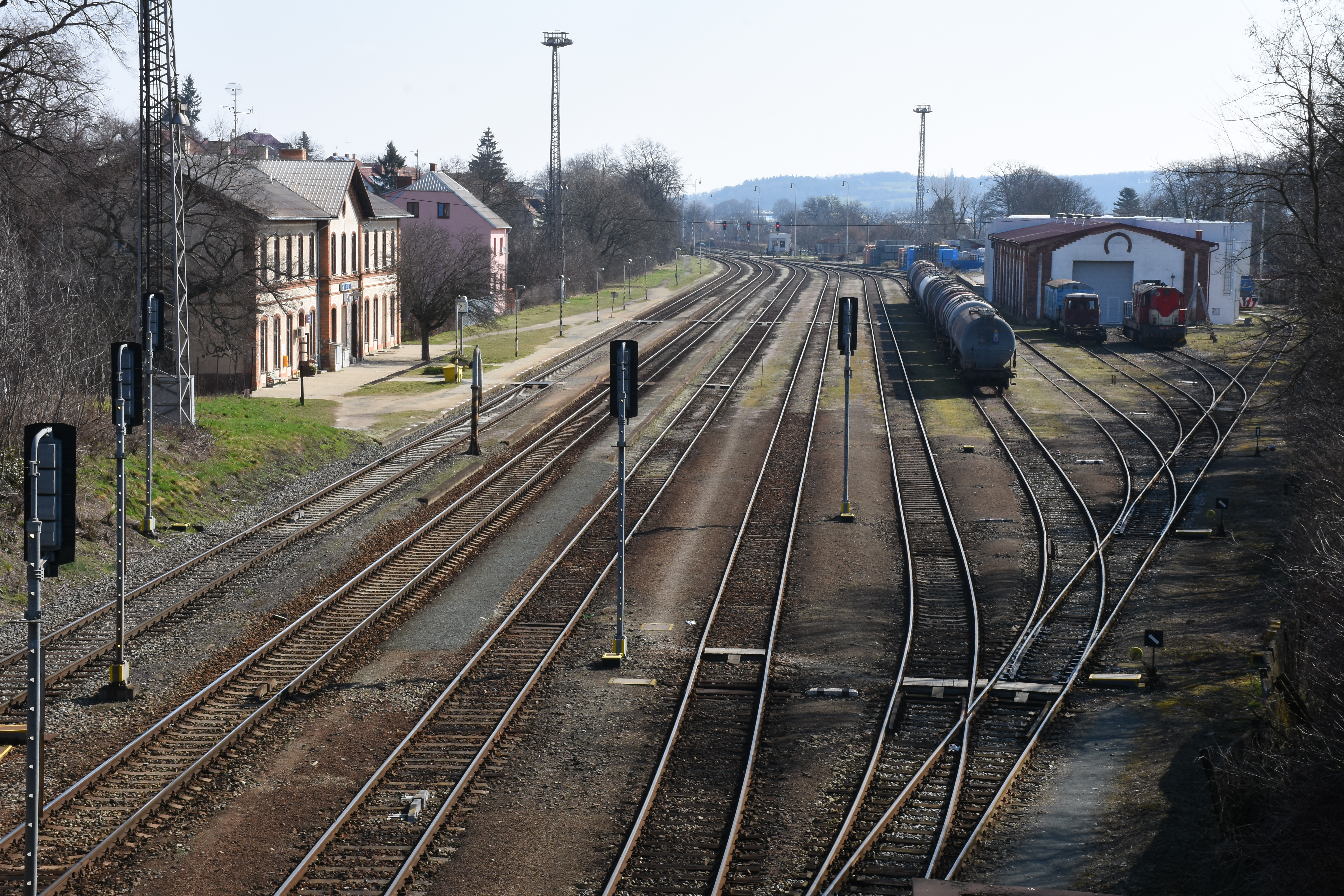
Celkový pohled na stanici před rekonstrukcí